# Филипи (Западна Вирџинија)
Филипи (енгл. Philippi) град је у америчкој савезној држави Западна Вирџинија.

## Демографија
По попису из 2010. године број становника је 2.966, што је 96 (3,3%) становника више него 2000. године.
| Група             | 2000.         | 2010.         |
| Белци             | 2.709 (94,4%) | 2.740 (92,4%) |
| Афроамериканци    | 32 (1,1%)     | 67 (2,3%)     |
| Азијати           | 25 (0,9%)     | 26 (0,9%)     |
| Хиспаноамериканци | 23 (0,8%)     | 20 (0,7%)     |
| Укупно            | 2.870         | 2.966         |